# Echium pininana
Echium pininana är en strävbladig växtart som beskrevs av Philip Barker Webb och Berth. Echium pininana ingår i släktet snokörter, och familjen strävbladiga växter. Inga underarter finns listade i Catalogue of Life.

## Bildgalleri

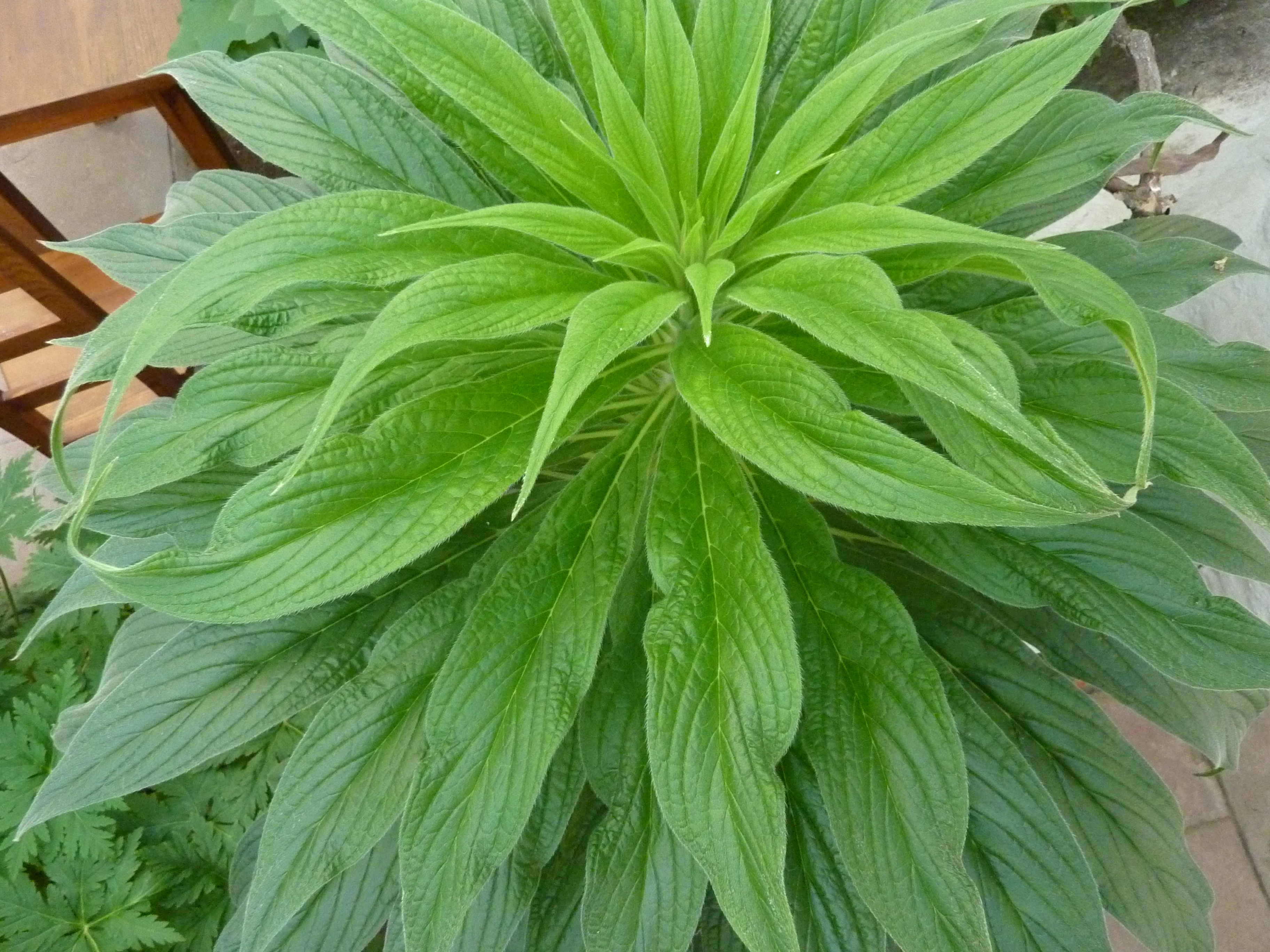
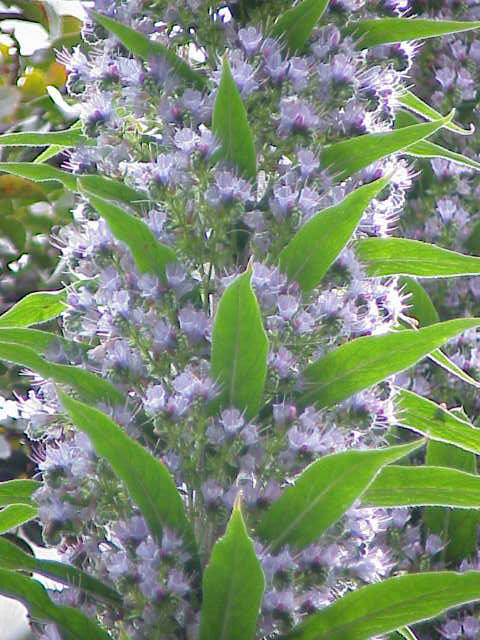
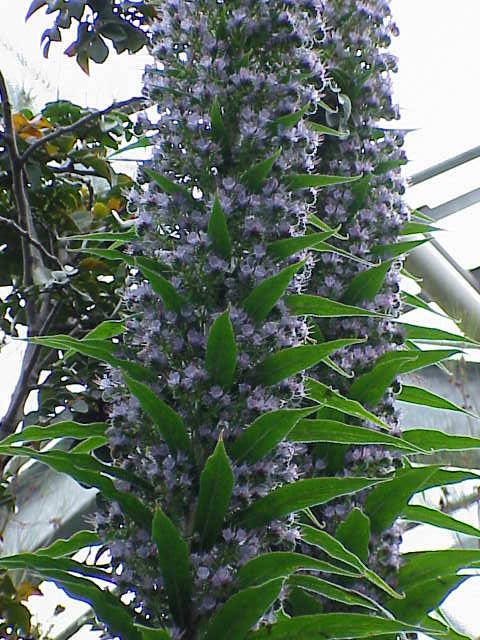
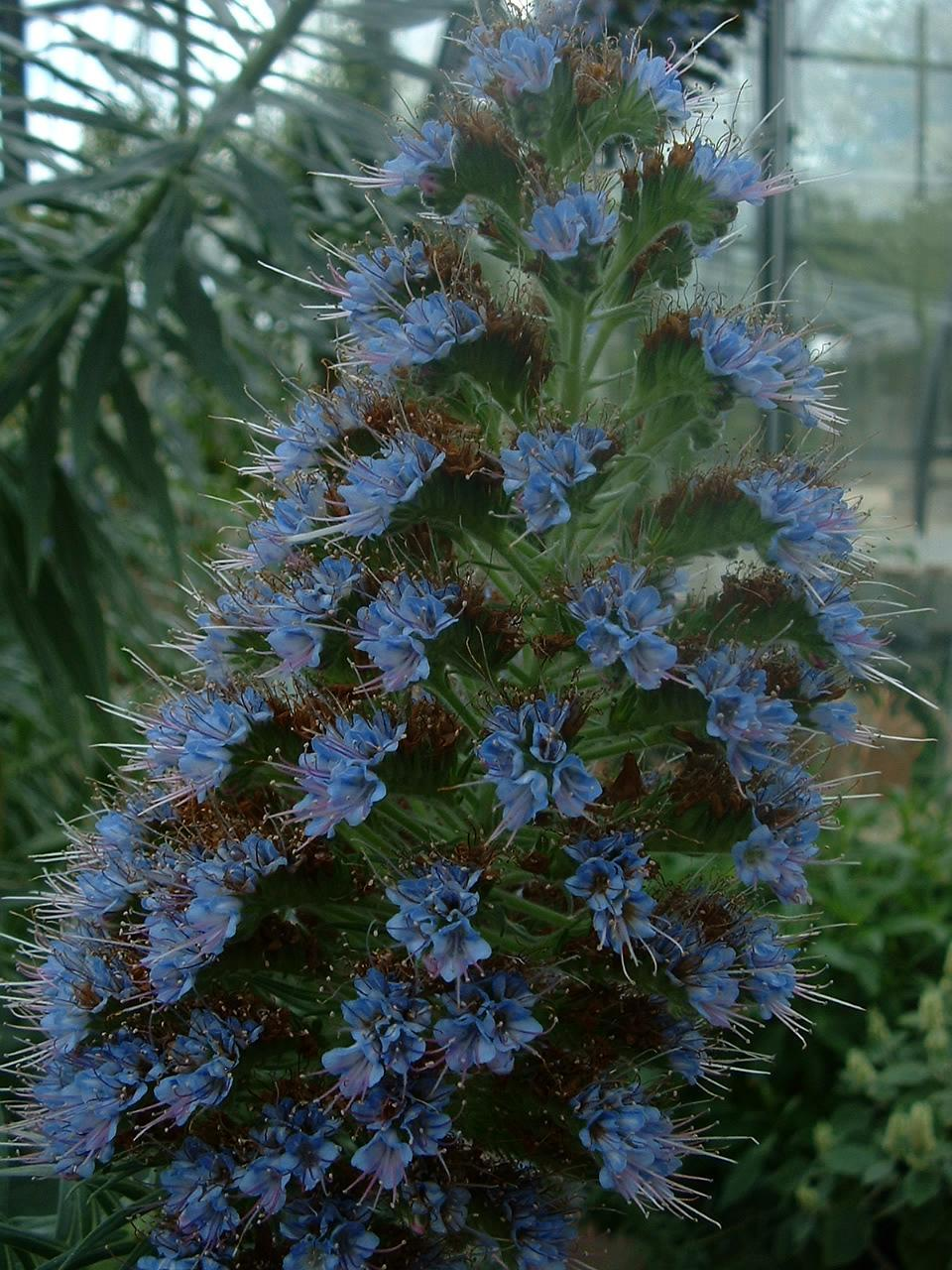
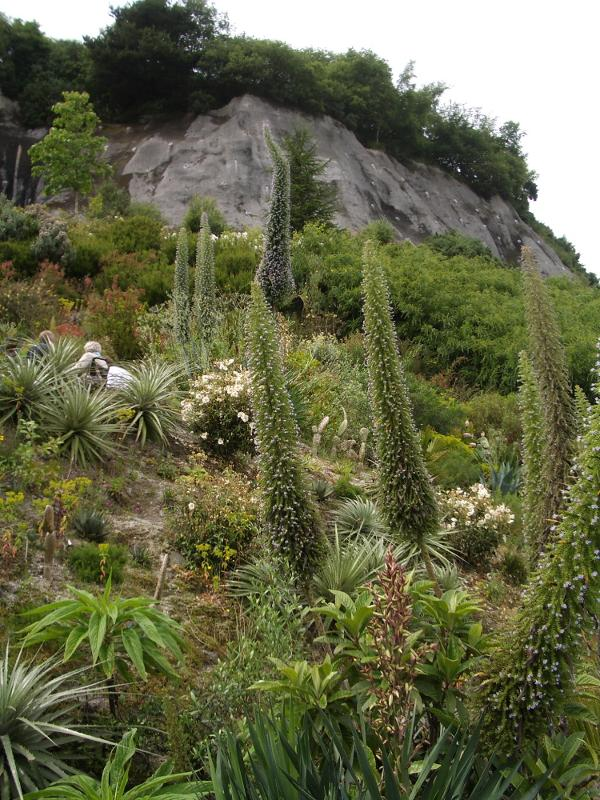
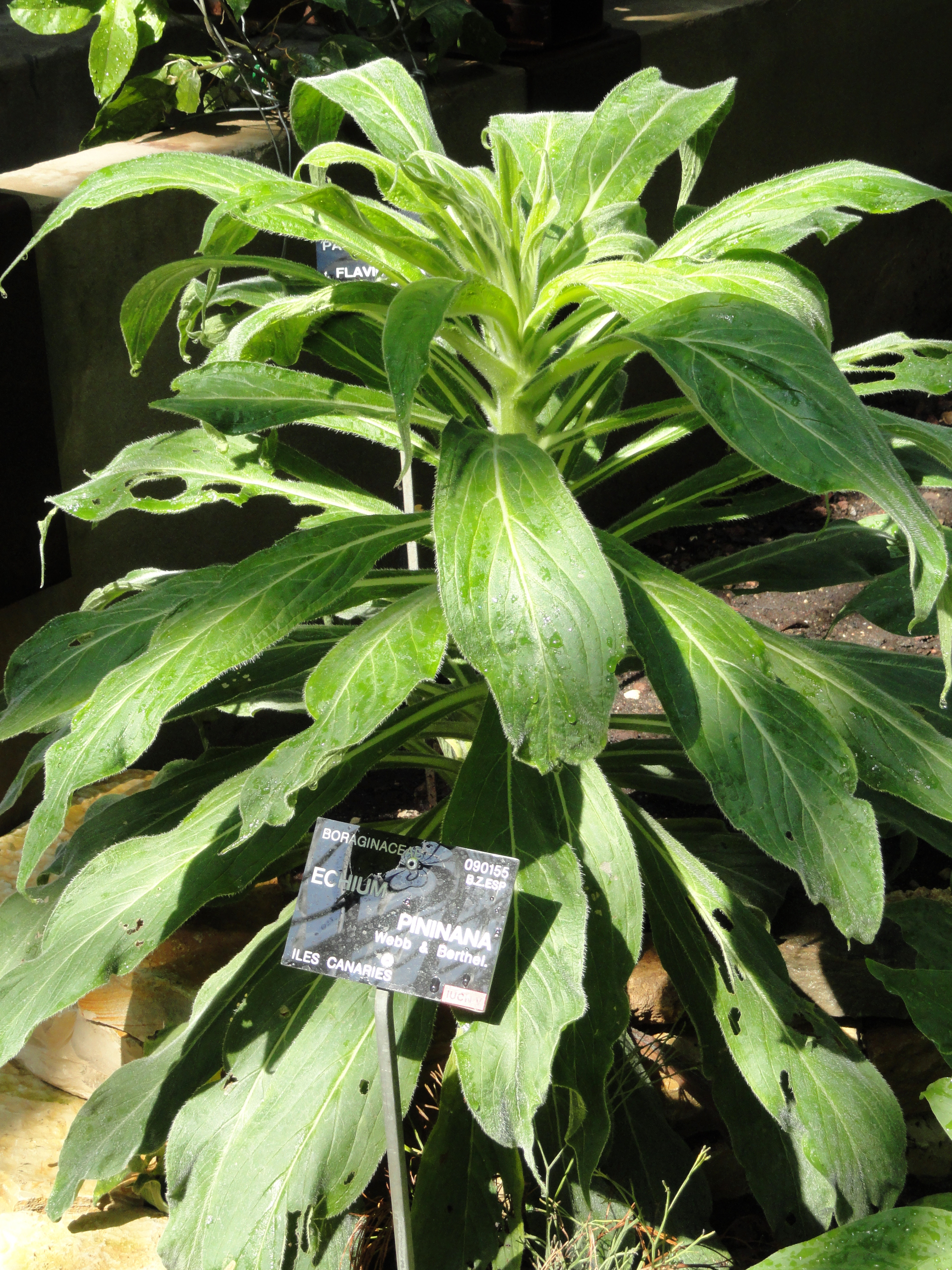